# Este Filme - Amélia Recruta

Ver: Todos os Álbuns de estúdio

Este Filme – Amélia Recruta é o sétimo álbum de estúdio, em formato mini LP, da banda portuguesa de rock UHF. Editado em junho de 1990 pela Edisom.
“Este Filme” é uma fotografia lusitana sem envelhecimento, uma canção mordaz que puxa pela anima coletiva, a soma dos indivíduos na sua singularidade. O tema "Amélia Recruta" é uma critica ao serviço militar obrigatório – de dimensão colonial – que teimava permanecer em Portugal, e que mais uma vez apanhou os músicos dos UHF. Dessa vez, Rui Rodrigues e Renato Júnior foram chamados para defender a soberania nacional. O baixista Xana Sin regressou à banda e saiu Pedro de Faro. Renato Gomes, guitarrista e ex membro dos UHF, foi convidado para participar no tema "O Rock de Cá".
Parte dos direitos de venda deste álbum a banda quis oferecer à Associação dos Deficientes das Forças Armadas, mas que gentilmente foi recusado. Não surpreendido com a recusa, o líder da banda comentou: "Heranças que o Império tece".

## Lista de faixas
O maxi single é composto por quatro faixas em versão padrão. António Manuel Ribeiro é compositor em todas elas.
| Lado A |                              |                    |         |  |
| N.º    | Título                       | Compositor(es)     | Duração |  |
| 1.     | "Este Filme"                 | António M. Ribeiro | 4:18    |  |
| 2.     | "No Portugal dos Pequeninos" | António M. Ribeiro | 7:05    |  |

| Lado B         |                  |                    |         |  |
| N.º            | Título           | Compositor(es)     | Duração |  |
| 1.             | "Amélia Recruta" | António M. Ribeiro | 4:32    |  |
| 2.             | "O Rock de Cá"   | António M. Ribeiro | 3:42    |  |
| Duração total: | Duração total:   | Duração total:     | 18:67   |  |

## Membros da banda
- António Manuel Ribeiro (vocal e viola acústica) [1]
- Rui Rodrigues (guitarra) [1]
- Xana Sin (baixo e vocal de apoio) [1]
- Luís Espírito Santo (bateria) [1]
- Renato Júnior (teclas e sax) [1]

Convidado
- Renato Gomes (guitarra solo)